# Ardencroft
Ardencroft est un village américain situé dans le comté de New Castle, dans l'État du Delaware.

## Histoire
En 1900, le sculpteur Frank Stephens (en) achète 162 acres (66 ha) de terres au nord de Wilmington. Il y fonde le village d'Arden dont le fonctionnement est basé sur l'impôt unique sur le sol, défendu par Henry George. La propriété est collective : les lots sont loués pendant 99 ans, avec un loyer basé sur la valeur du terrain « sans ses améliorations ». Après Ardentown en 1922, Ardencroft est fondé sur le même modèle en 1950. Donald Stephens, le fils du sculpteur, et l'avocat Phillip Cohen sont à l'origine du projet, qui se veut « racialement intégré », en attirant également des Afro-Américains.

## Géographie
La municipalité s'étend sur 0,10 milles carrés (0,26 km2). Près de la moitié du territoire municipal est boisé.

## Démographie
Selon le recensement de 2010, Ardencroft compte 231 habitants. 
| 1980 | 1990 | 2000 | 2010 | - | - |
| ---- | ---- | ---- | ---- | - | - |
| 267  | 282  | 267  | 231  | - | - |